# Древесная группа

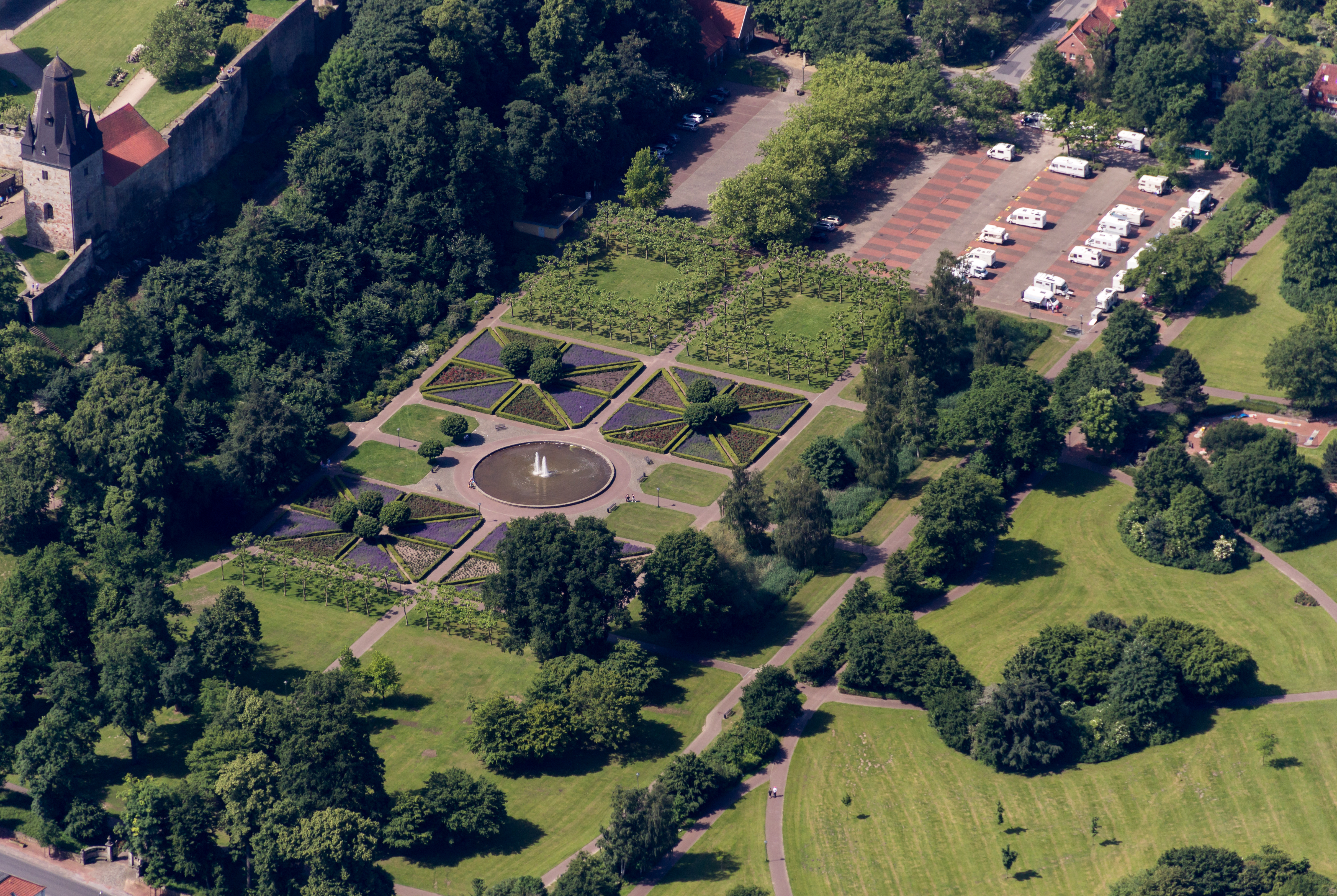

Древесная группа — собранные в отдельную композицию немногочисленные экземпляры древесных пород, размещённые обособленно от других насаждений на открытом газоне. Один из основных элементов композиции зелёных насаждений применяемый при благоустройстве и озеленении парков, садов и частных владений.
Большие группы зачастую называют рощами. Иногда термины «группа», «групповая посадка» отождествляют с термином «куртина». Но чаще под куртинами подразумевают не просто группы деревьев или кустарников, а ограниченные дорожками отдельные участки территории с расположенными на них древесно-кустарниковыми насаждениями.
В ландшафтном дизайне в маркетинговых целях, вместо термина «древесная группа» часто используется термин «пейзажная группа древесных растений».
Древесные группы создаются из 2—3 или нескольких десятков деревьев и кустарников. Они занимают площади от нескольких десятков метров до долей гектара. По количеству пород и площади занимаемой группой различают:
- Малые группы (из нескольких экземпляров). Являются доминирующим элементом композиции зелёных насаждений на небольших объектах (садах, скверах, внутриквартальных насаждениях).
- Большие группы (десятки экземпляров). Имеют преобладающее значение в парках[2].

В лесопарках и большие и малые древесные группы играют подчинённую роль, преобладающее значение имеют древесные массивы.
По густоте древостоя (количеству стволов деревьев на единицу площади) различают:
- Редкие.
- Средний густоты.
- Густые (полные)[2].

Густота посадок деревьев в группах определяется исходя из биологии и экологии видов с сортов используемых в композициях и декоративными целями.
По составу различают чистые (состоящие из 1 вида или сорта) и смешанные (состоящие из нескольких видов или сортов) группы. В чистых группах сохраняются, а иногда усиливаются декоративные качества, присущие виду или сорту. При создании смешанных групп у ландшафтного дизайнера больше возможностей для творчества. По строению группы могут быть простыми (все растения образуют один ярус) с сложные (двух и более ярусные).